# 津田和男
津田 和男（つだ かずお）、1948年（昭和23年）- 2025年（令和7年）は、日本の教育者。国連国際学校教員。

## 経歴
埼玉県出身。麹町小学校、麹町中学校、東京都立上野高等学校、上智大学文学部卒業。上智大学では、社会学者鶴見和子のゼミに所属し、マックス・ウェーバーや柳田国男の研究に没頭した。ニューヨーク国連国際学校日本語教師、北東部日本語教師会会長。小学校から中学校まで、連合赤軍事件の吉野雅邦と同級生であった。

## 著書
- 『春一番』Kisetsu Educational Group,MLC,2000
- 『銀河』Kisetsu Educational Group,MLC,2000
- 『秋祭』Kisetsu Educational Group,MLC,2015
- 『きせつ漢字ワークブック』Kisetsu Educational Group,MLC,2015